# 源平討魔伝 巻ノ弐
『源平討魔伝 巻ノ弐』（げんぺいとうまでん かんのに）は、1992年4月7日に日本のナムコから発売されたPCエンジン用横スクロールアクションゲーム。日本国外でのタイトルは『Samurai-Ghost』。
同社のアーケードゲーム『源平討魔伝』（1986年）の続編であり、前作で倒された後「魔界日本」と呼ばれる世界で復活の機会を窺う頼朝を討つため、再び甦った景清が「鎌倉あぎと」を目指し旅立つという内容になっている。前作に存在した横モードや平面モードはなくなり、BIGモードのみになったためにゲーム性が大幅に変更されたことを特徴としている。
開発はナウプロダクションが行い、プログラムはファミリーコンピュータ用ソフト『ワギャンランド』（1989年）を手掛けた東尾直樹が担当、音楽はファミリーコンピュータ用ソフト『高橋名人の冒険島II』（1991年）を手掛けた奥山みよしが担当、美術はPCエンジン用ソフト『ドラゴンセイバー』（1991年）を手掛けた守谷勝と吉田卓史が担当している。
2007年にWii用ソフトとしてバーチャルコンソールにて配信された。

## ゲーム内容

### 前作からの変更点
ゲームシステムは基本的に前作を踏襲しているが、以下のような変更点がある。
- 全ステージが、前作でいうBIGモードに統一され、浮遊する要石に乗る・段差があるなど、横モードにあったジャンプアクションの要素が取り入れられた。
- 前作の「穴」が無くなり、かわりに溶岩や毒の沼など徐々に体力が減る危険地帯が導入された。
- 敵の攻撃を一度だけ防御する「中段の構え」と空中から剣を突き立てる「兜割り」のアクションを追加。
- いくつかのステージを一纏めにしたラウンド制を採用し（全7ラウンド）、各ラウンドの最後にボスキャラクターが登場する。いくつかのラウンドには前作に似たステージの分岐があり、さらに中ボスを倒すとボーナスステージへ進める鳥居が現れる。
- 三種の神器のうち、草薙剣（および剣の値）を廃止、代わりに前作の衝撃波・旋風剣を含む5種類の剣術アイテムが登場する。八尺瓊勾玉と八咫鏡は回数制限のある通常アイテムとして登場。これにより、頼朝を倒すために神器を集める必要はなくなった。
- 体力に加え、残り人数の概念（残機制）が導入。残り人数が残っている時に体力が無くなった場合は基本的にそのステージの初めからのやり直しになる。
- 前作の徳（得点）は攻略上意味を持たなかったが、今回は一定点に達すると残り人数が増加するため、得点稼ぎが多少攻略上の意味を持つようになった。
- 中ボスとして出現する琵琶法師を（裏技なしで普通に）倒せる。
- 剣力を表わす数値がなくなり、剣の威力が一定になった[3]。
- 永久パターン防止キャラクターの鳥が出現しないかわりに、一定時間前進しないと、後ろ（画面左端）から溶岩流が迫ってきて、触れるとダメージを受ける。

各ラウンドのボスとして、骸骨、義経、弁慶など前作のBIGモードに登場する敵のほか、魔神や鬼姫のように他モードのザコ敵からボスキャラクターに格上げされたものが登場する。頼朝は前作では顔と体の色しか変わらなかったが、本作ではイメージイラスト同様の外見に変身する。また今作にボスとして木曽義仲が初登場している。

### アイテム
銭の玉
- 取ると銭の値が上がる[4]。

命の玉
- 命のロウソクが半分だけ回復する[4]。

米俵
- 命のロウソクが1本分回復する。ただし、銭を10必要とする[4]。

ロウソク
- ロウソクの最大本数を1本増やし、命を全回復する[4]。

曲玉（まがたま）
- 毒によるダメージを一定回数無効にする[4]。

八咫鏡（やたのかがみ）
- 雷によるダメージを一定回数無効にする[4]。重ね取りが可能[3]。

八尺瓊勾玉（やさかにのまがたま）
- 毒きのこのダメージを3回まで無効化する[3]。

毒きのこ
- 毒で命のロウソクが半分に減る[3]。

### 必殺剣
衝撃波
- 剣から衝撃波が出せる。6回まで使用可能[4][3]。

真空斬
- 空間にひずみを作り、魔物を切り刻む。6回まで使用可能[4][3]。

旋風剣
- 腕を大きく振り回して攻撃する。一定時間有効[4]。

回転斬
- 全身で回りながら攻撃する。6回まで使用可能[4][3]。

火炎斬
- 炎の剣を振り回して攻撃する。一定時間有効[4]。

## 設定

### ストーリー
一一九九年、闇は滅びたり。されどその魂亡ぶこと無く、頼朝、地の底にて魔族の復興を謀らんとす。天帝、再び憂ひ三途の渡守安駄婆に命じ、いま一度平家の者を甦らせ給ふ。その名、景清といふ。

### ステージ構成
ゲーム開始直後は、景清が「天界」にて天帝の命を受ける場面からスタートする。全7ステージとなっている。
ステージ1：魔界参道（まかいさんどう）
- 鬼火が舞い、白骨化した落ち武者がさまようステージ[6]。ボスは骸骨剣士。

ステージ2：九焔山州（くえんさんしゅう）
- 火炎が渦巻く大地であり、激しい勢いで流れる溶岩流や、炎の海がある[6]。ボスは雷神、魔神。

ステージ3：沙界四州（さかいししゅう）
- この魔界の壇ノ浦には鳥居が2つあり、選んだ鳥居によってルートが変わる分岐点となる[3]。砂地獄と毒地獄がある[6]。ボスは風神、義経。

ステージ4：京獄（きょうごく）
- 吹きすさぶ極寒の地[6]。特定のステージから隠しステージである「なにわ」に分岐する。ボスは琵琶法師、鬼姫。

ステージ5：麓仙州（ろくせんしゅう）
- 深山の奥深く、人影もない土地であり、忍者や獣の群れが襲い掛かる[6]。特定のステージから隠しステージである「なにわ」に分岐する。ボスは木曽義仲。倒すと自ら切腹して果てる。

ステージ6：機関八州（からくりはっしゅう）
- 今までのすべての地獄が存在する[6]。ボスは琵琶法師、弁慶。

ステージ7：鎌倉腭（かまくらあぎと）
- 中ボスとして、骸骨か魔神、義経か鬼姫、木曽義仲か弁慶、計3体が再登場。ボスは頼朝。

## 移植版
| No. | タイトル                        | 発売日                                    | 対応機種 | 開発元             | 発売元   | メディア                              | 型式 | 備考 |
| --- | ------------------------------- | ----------------------------------------- | -------- | ------------------ | -------- | ------------------------------------- | ---- | ---- |
| 1   | Samurai-Ghost 源平討魔伝 巻ノ弐 | 2007年10月29日 2007年11月2日 2008年1月8日 | Wii      | ナウプロダクション | バンナム | ダウンロード （バーチャルコンソール） | -    |      |

## スタッフ
- 監督：じぇいじぇい、ぱやぱや
- 脚本：ちゃっぴーおはる (H.CHATANI)
- 制作：一六愛（東尾直樹）、しるねた
- 美術：もーりーらいる（守谷勝）、よっしーいち（吉田大也）
- 音楽：がっぴー、おっくん（奥山みよし）、ひろよん
- ありがと：まーくつー、ぼんばーたけ

## 評価
ゲーム誌『ファミコン通信』の「クロスレビュー」では合計21点、『月刊PCエンジン』では70・70・80・70・70の平均72点（満100点）、『マル勝PCエンジン』では8・7・8・8の合計31点（満40点）、『PC Engine FAN』の読者投票による「ゲーム通信簿」での評価は以下の通りとなっており、20.28点（満30点）となっている。また、この得点はPCエンジン全ソフトの中で320位（485本中、1993年時点）となっている。同雑誌1993年10月号特別付録の「PCエンジンオールカタログ'93」では、前作に存在した3種類の画面モードがなくBIGモードのみになった事を指摘した他、難易度が高くなったと紹介された。
| 項目 | キャラクタ | 音楽 | 操作性 | 熱中度 | お買得度 | オリジナリティ | 総合  |
| 得点 | 3.61       | 3.17 | 3.36   | 3.58   | 3.28     | 3.28           | 20.28 |

## 客演作品
NAMCO x CAPCOM
2005年5月26日発売のシミュレーションRPG。
『源平討魔伝』から景清がプレイアブルキャラクターとして登場。『巻ノ弐』からは木曽義仲（声：野中秀哲）が登場している。